# شیفوایلر
شیفوایلر (به آلمانی: Schiffweiler) یک شهر در آلمان است که در زارلاند واقع شده‌است.

## خصوصیات
شیفوایلر ۲۱٫۳۲ کیلومترمربع مساحت دارد ۲۶۰–۴۲۰ متر بالاتر از سطح دریا واقع شده‌است.

## خواهرخوانده
شهر ولتسو خواهرخواندهٔ شیفوایلر هست.